# Live at Red Rocks 8.15.95
Live at Red Rocks 8.15.95 è un album della Dave Matthews Band, pubblicato il 28 ottobre 1997.
Registrato dal vivo al Red Rocks Amphitheatre, a Morrison, Colorado il 15 agosto 1995. Quest'album è conosciuto su Internet con l'acronimo L@RR. La performance della band avvenne durante il terzo anno consecutivo in cui suonarono in quel posto. Il chitarrista Tim Reynolds suonò con la band per l'intero show. La maggior parte delle canzoni eseguite sono tratte dall'album Under the Table and Dreaming.
"Seek Up" and "Recently" sono invece tratte dal primo album del gruppo: Remember Two Things, mentre "Proudest Monkey," "Two Step," "Lie in Our Graves," "Tripping Billies," e "Drive In, Drive Out" sono tratte dall'albumCrash che fu pubblicato alcuni mesi dopo alla registrazione di questo live.
Live at Red Rocks fu il primo di molte pubblicazioni "live" da parte della Dave Matthews Band.
Prima di questo album, i concerti erano disponibili solamente come bootleg, e quindi privi di audio mixing e remastering.
Malgrado si tratti di una pubblicazione live, l'album ebbe molto successo, posizionandosi al terzi posto nelle charts, e vendendo più di due milioni di copie. A tutt'oggi questo è l'album live di maggior successo della band. Grazie al suo successo, il gruppo uscì sul mercato con il live album Weekend on the Rocks, con gli highlights di uno stand di 4 giorni a Red Rocks nel 2005.

## Tracklist

### Disc one
1. "Seek Up" – 13:29
2. "Proudest Monkey" – 7:04
3. "Satellite" – 5:07
4. "Two Step" – 9:21
5. "The Best of What's Around" – 6:18
6. "Recently" – 6:12
7. "Lie in Our Graves" – 8:19
8. "Dancing Nancies" – 9:12
9. "Warehouse" – 8:04

### Disc two
1. "Tripping Billies"
2. "Drive In Drive Out"
3. "Lover Lay Down"
4. "Rhyme and Reason"
5. "#36"
6. "Ants Marching"
Encore:
7. "Typical Situation"
8. "All Along the Watchtower" (Dylan)

## Formazione
- Dave Matthews Band
  - Carter Beauford - percussioni
  - Stefan Lessard - basso
  - Dave Matthews - chitarra acustica e voce
  - Leroi Moore - sassofono
  - Boyd Tinsley - violino
- With special guest
  - Tim Reynolds - chitarra elettrica